# Juana Calfunao Paillaléf
Juana Calfunao Paillaléf (també coneguda com a Juana Calfungo o Juana Calfunao) és una de les principals autoritats (lonco en idioma maputxe o mapudungun) de la comunitat maputxe del centre-sud de Xile. És la cap de la comunitat Juan Paillalef, de Cunco, a la Regió de l'Araucania. Juana és filla del werkén (autoritat tradicional) Ambrosio Calfunao, qui va morir quan ella i els seus germans eren petits. La seva mare era la lonko Mercedes Paillaléf, qui també va ser líder de la comunitat i va anar a la presó a la dictadura militar xilena durant dos anys a la presó de Temuco. La seva filla, Relmutray, va ser enviada a Suïssa a l'edat de 9 anys i on va demanar-hi asil (entre 2006 i 2011).
Juana Calfunao és una activista pels drets del poble maputxe, per afirmar la seva sobirania, resistir la violència estatal i corporativa, i condemnar l'extracció de recursos naturals de les seves terres ancestrals. És la fundadora de l'organització no governamental xilena Comissió Ètica contra la Tortura. El novembre del 2016, va ser condemnada a presó per l'estat xilè, per protestar contra la construcció il·legal d'un camí privat a través de la terra maputxe. Va passar-hi 4 anys tancada. L' octubre del 2015, Calfunao Paillaléf va visitar els Estats Units i va testificar davant l'Organització dels Estats Americans (OEA), tot demandant al govern xilè por diverses formes de violència comeses contra la nació maputxe, incloses l'apropiació de terres i el maltractament de dones i nens maputxes.